# Берегова лінія Євразії
Євразія — єдиний материк, береги якого омивають води всіх чотирьох океанів — Атлантичного, Північного Льодовитого, Тихого та Індійського. Довжина берегової лінії материка дорівнює 120 300 км, з яких 69 900 км приходиться на узбережжя Азії. Узбережжя материка дуже розчленовано, тобто берегова лінія дуже звивиста.  Материк омивається водами  багатьох морів та заток, які, вдаючись у суходіл утворюють численні півострови. Біля Євразії розташовано багато островів, які відокремлені від берега протоками та морями.  Найбільш порізану берегову лінію має західна частина Євразії.

## Острови
У берегів Євразії розташовано найбільша кількість островів. За походженням біля материку більше материкових та вулканічних островів. Однак біля узбережжя Південної та Південно-Східної Азії є й коралові острови:  Біля Євразії розташовано найбільша кількість у світі архіпелагів. 

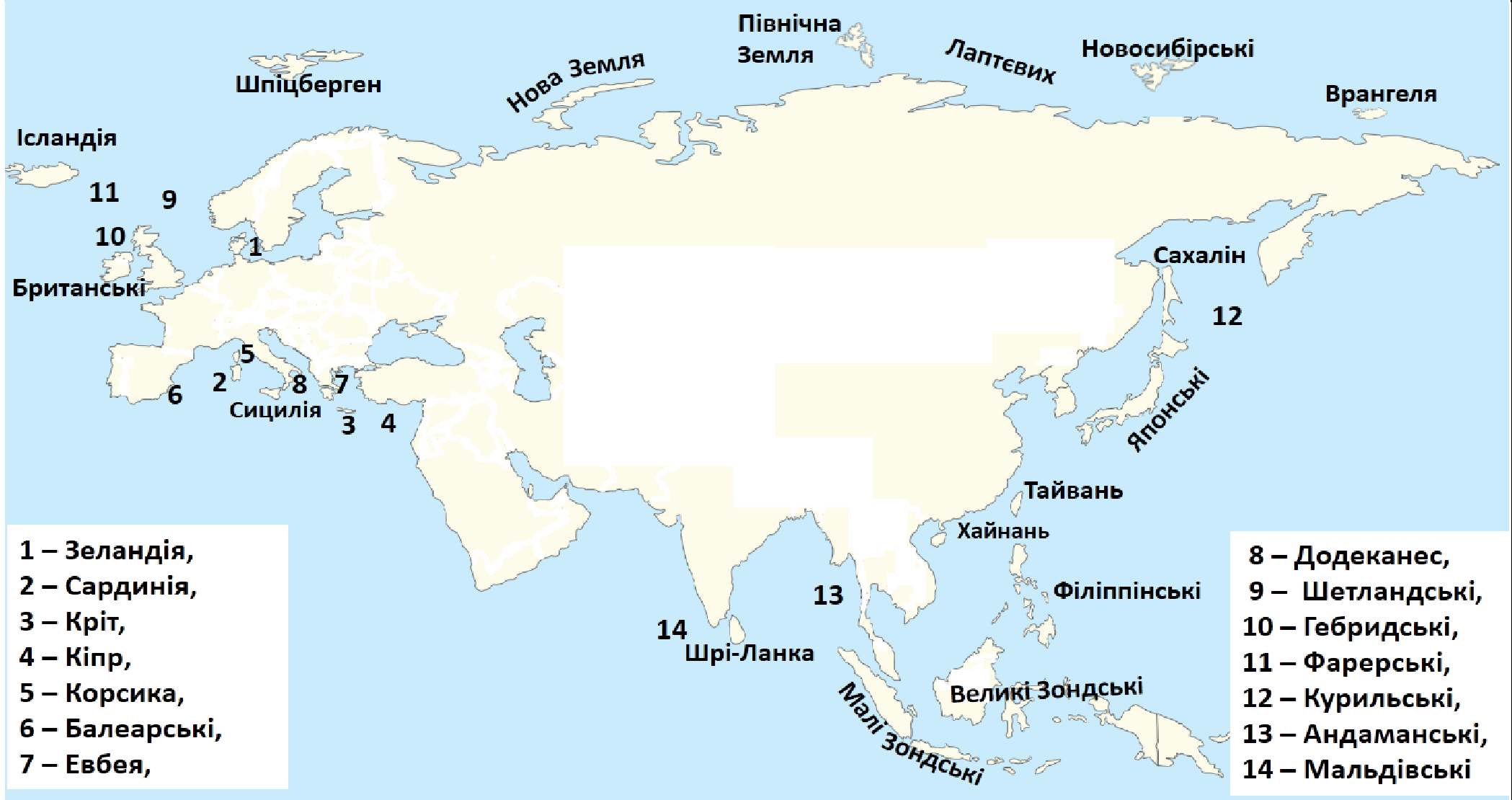
Берегова лінія Євразії (острова)

| Місце | Острів                  | Площа (км²) | Океан                |
| ----- | ----------------------- | ----------- | -------------------- |
| 1     | Великі Зондські острови | 1 500 000   | Тихий                |
| 2     | Японські                | 377 930     | Тихий                |
| 3     | Британські              | 315 100     | Атлантичний          |
| 4     | Філіппінські            | 300 000     | Тихий                |
| 5     | Малі Зондські острови   | 128 000     | Тихий, Індійський    |
| 6     | Ісландія                | 103 000     | Атлантичний          |
| 7     | Нова Земля              | 83 000      | Північний Льодовитий |
| 8     | Сахалін                 | 72 493      | Північний Льодовитий |
| 9     | Шрі-Ланка               | 65 268      | Індійський           |
| 10    | Шпіцберген              | 61 022      | Північний Льодовитий |
| 11    | Новосибірські           | 38 000      | Північний Льодовитий |
| 12    | Північна Земля          | 37 000      | Північний Льодовитий |
| 13    | Тайвань                 | 35,801      | Тихий                |
| 14    | Хайнань                 | 33 210      | Тихий                |
| 15    | Сицилія                 | 25 662      | Атлантичний          |
| 16    | Сардинія                | 23 949      | Атлантичний          |
| 17    | Курильські              | 10 503      | Тихий                |
| 18    | Кіпр                    | 9234        | Атлантичний          |
| 19    | Корсика                 | 8741        | Атлантичний          |
| 20    | Крит                    | 8303        | Атлантичний          |
| 21    | Врангеля                | 7866        | Північний Льодовитий |
| 22    | Зеландія                | 7180        | Атлантичний          |
| 23    | Андаманські             | 6408        | Індійський           |
| 24    | Балеарські              | 4992        | Атлантичний          |
| 25    | Гебридські              | 4 130       | Атлантичний          |
| 26    | Евбея                   | 3908        | Атлантичний          |
| 27    | Сокотра                 | 3796        | Індійський           |
| 28    | Додеканес               | 3500        | Атлантичний          |
| 29    | Кіклади                 | 2752        | Атлантичний          |
| 30    | Шетландські             | 1467        | Атлантичний          |
| 31    | Фарерські               | 1395        | Атлантичний          |
| 32    | Кефалонія               | 752         | Атлантичний          |
| 33    | Пітіузькі               | 655         | Атлантичний          |
| 34    | Мальдівські             | 298         | Індійський           |

## Півострови

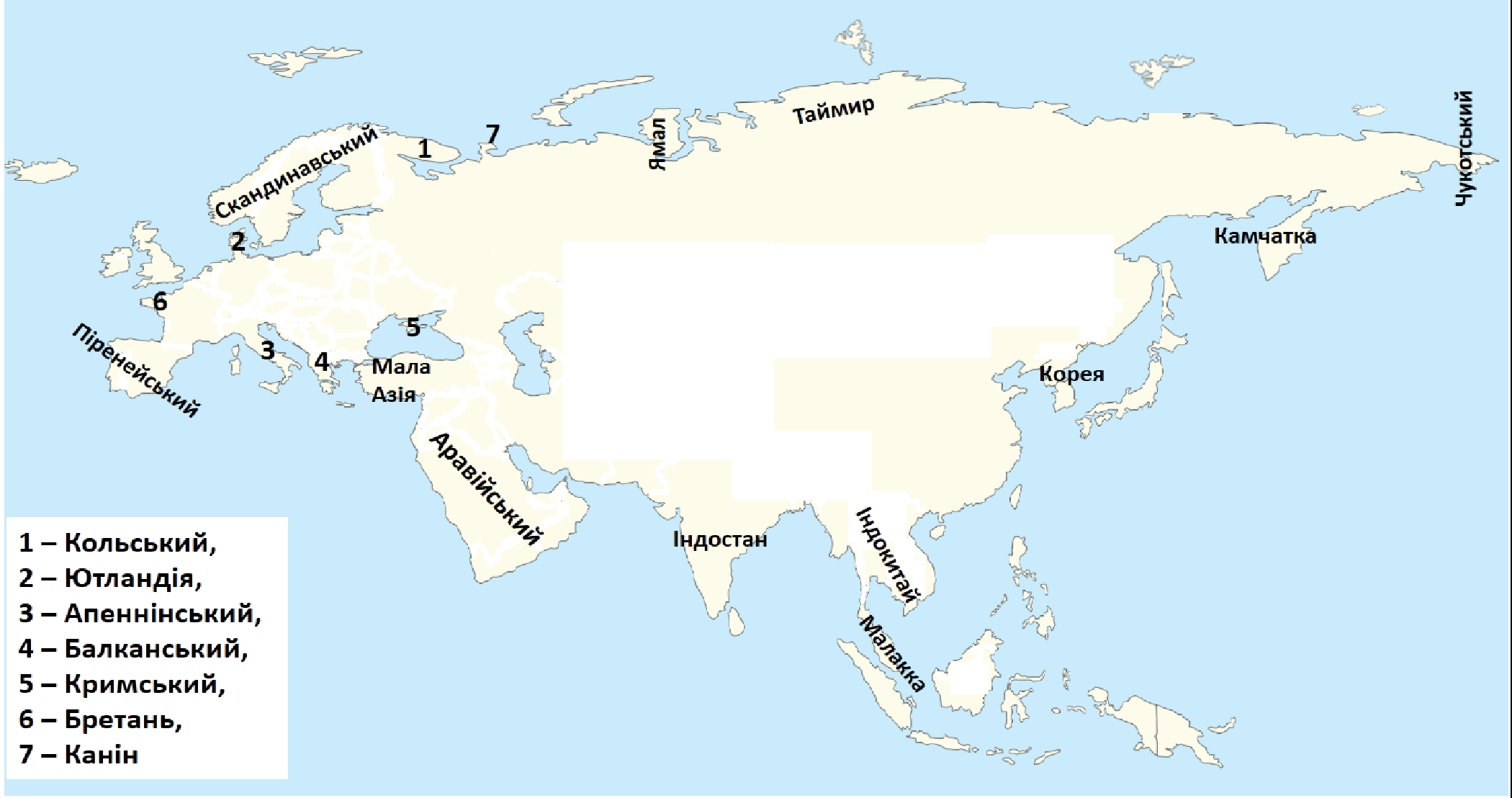
Берегова лінія Євразії (півострови)

З 10 найбільших півостровів світу 7 розташовані на Євразії. 
| Місце | Назва          | Площа, км² | Океан, яким омивається півострів |
| 1     | Аравійський    | 3 000 000  | Індійський                       |
| 2     | Індостан       | 2 000 000  | Індійський                       |
| 3     | Індокитай      | 1 820 000  | Тихий                            |
| 4     | Скандинавський | 800 000    | Атлантичний                      |
| 5     | Піренейський   | 582 000    | Атлантичний                      |
| 6     | Мала Азія      | 506 000    | Атлантичний                      |
| 7     | Балканський    | 505 000    | Атлантичний                      |
| 8     | Таймир         | 400 000    | Північний Льодовитий             |
| 9     | Камчатка       | 270 000    | Тихий                            |
| 10    | Корейський     | 221 000    | Тихий                            |
| 11    | Апеннінський   | 149 000    | Атлантичний                      |
| 12    | Ямал           | 122 000    | Північний Льодовитий             |
| 13    | Малакка        | 190 000    | Тихий                            |
| 14    | Кольський      | 100 000    | Північний Льодовитий             |
| 15    | Чукотський     | 49 000     | Північний Льодовитий, Тихий      |
| 16    | Ютландія       | 46 208     | Атлантичний                      |
| 17    | Бретань        | 30 000     | Атлантичний                      |
| 18    | Кримський      | 26 850     | Атлантичний                      |
| 19    | Канін          | 10 500     | Північний Льодовитий             |

## Моря
Берега Євразії омивають внутрішні, окраїнні, міжостровні та середземні моря.

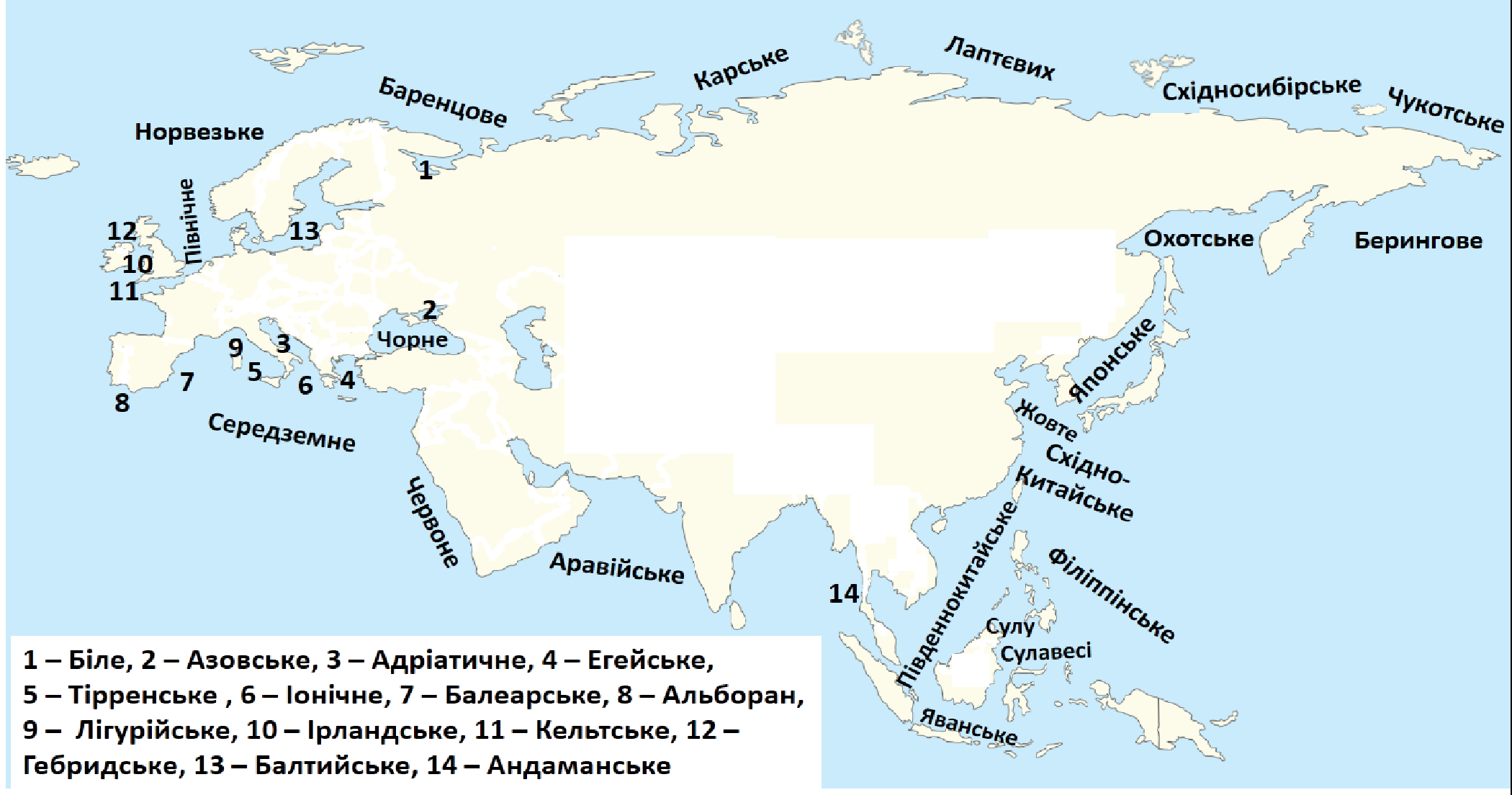
Берегова лінія Євразії (моря)

В таблиці перераховані моря біля берегів Євразії за годинниковою стрілкою починаючи від Берингової протоки.
| №  | Назва                | Площа, км² | Якому океану належить |
| 1  | Берингове море       | 714 000    | Тихий                 |
| 2  | Охотське море        | 1 603 000  | Тихий                 |
| 3  | Японське море        | 1 062 000  | Тихий                 |
| 4  | Жовте море           | 416 000    | Тихий                 |
| 5  | Східнокитайське море | 836 000    | Тихий                 |
| 6  | Філіппінське море    | 5 726 000  | Тихий                 |
| 7  | Море Сулу            | 335 000    | Тихий                 |
| 8  | Море Сулавесі        | 453 000    | Тихий                 |
| 9  | Південно-Китайське   | 3 537 289  | Тихий                 |
| 10 | Яванське море        | 552 000    | Тихий                 |
| 11 | Андаманське море     | 605 000    | Індійський            |
| 12 | Аравійське море      | 3 832 000  | Індійський            |
| 13 | Червоне море         | 450 000    | Індійський            |
| 14 | Чорне море           | 422 000    | Атлантичний           |
| 15 | Мармурове море       | 11 472     | Атлантичний           |
| 16 | Азовське море        | 39 000     | Атлантичний           |
| 17 | Критське море        | 40 000     | Атлантичний           |
| 18 | Егейське море        | 191 000    | Атлантичний           |
| 19 | Тірренське море      | 259 000    | Атлантичний           |
| 20 | Лігурійське море     | 15 000     | Атлантичний           |
| 21 | Іонічне море         | 169 000    | Атлантичний           |
| 22 | Балеарське море      | 86 000     | Атлантичний           |
| 23 | Море Альборан        | 53 000     | Атлантичний           |
| 24 | Адріатичне море      | 144 000    | Атлантичний           |
| 25 | Середземне море      | 2 500 000  | Атлантичний           |
| 26 | Північне море        | 750 000    | Атлантичний           |
| 27 | Кельтське море       | 45 000     | Атлантичний           |
| 28 | Ірландське море      | 100 000    | Атлантичний           |
| 28 | Гебридське море      | 47 000     | Атлантичний           |
| 29 | Балтійське море      | 377 000    | Атлантичний           |
| 30 | Море Альборан        | 53 000     | Атлантичний           |
| 35 | Норвезьке море       | 1 400 000  | Північний Льодовитий  |
| 36 | Баренцове море       | 1 424 000  | Північний Льодовитий  |
| 37 | Біле море            | 90 800     | Північний Льодовитий  |
| 38 | Карське море         | 893 400    | Північний Льодовитий  |
| 39 | Море Лаптєвих        | 672 000    | Північний Льодовитий  |
| 40 | Східно-Сибірське     | 944 600    | Північний Льодовитий  |
| 41 | Чукотське море       | 589 600    | Північний Льодовитий  |

## Затоки
Починаючи з Берингової протоки за годинниковою стрілкою біля Євразії розташовані такі великі затоки: в Азії -   Бенгальська, Перська, Аденська, в Європі - Біскайська.  Також великі затоки є у складі морів: Анадирська (частина Берингова моря),Тонкінська та Сіамська (частина Південнокитайського моря), Ботнічна (частина Балтійського моря). Бенгальська затока - найбільша затока світу (2 191 тис. км2)

## Протоки
| №  | Назва              | Характеристика                                                                                                  | Державний кордон, який проходить по протоці            |
| -- | ------------------ | --- | ------------------------------------------------------ |
| 1  | Берингова          | Відокремлює материки Євразія та Північна Америка, сполучає води Північного Льодовитого океану та Тихого океану. | між Росією та США                                      |
| 2  | Татарська          | Відокремлює Євразію та острів Сахалін, з'єднує Японське і Охотське моря                                         | між Японією та Південною Кореєю                        |
| 3  | Корейска           | Відокремлює Корейський півострів і Японські острови, з'єднує Японське і Східно-Китайське моря                   |                                                        |
| 4  | Тайванська         | Відокремлює Євразію та острів Тайвань; сполучає Східнокитайське море з Південнокитайське моря                   |                                                        |
| 5  | Малаккська         | Відокремлює півострів Малакка та острів Суматра                                                                 | між Малайзією та Індонезією                            |
| 6  | Баб-ель-Мандебська | Відокремлює Африку та Азію, з'єднує Червоне море з Аравійським морем                                            | між Еритрією і Джибуті (Африка) та Ємен (Євразія)      |
| 7  | Босфор             | З'єднує Чорне та Мармурове моря, відокремлює Азію від Європи                                                    |                                                        |
| 8  | Дарданелли         | З'єднує Егейське та Мармурове моря, відокремлює Азію від Європи                                                 | між Туреччиною та Грецією                              |
| 9  | Гібралтарська      | Відокремлює Європу від Африки та з'єднує Атлантичний океан і Середземне море.                                   | між Іспанією, Великою Британією (Гібралтар) та Марокко |
| 10 | Ла-Манш            | Відокремлює Британські острови та Євразію                                                                       | між Великою Британією та Францією                      |

Суецький канал - рукотворний канал, що з'єднує Середземне й Червоне моря.